# 칼레라데탕고
칼레라데탕고(스페인어: Calera de Tango)는 칠레 산티아고 수도주 마이포 현의 코무나이다.